# Microlipophrys velifer
El blénido velero es la especie Microlipophrys velifer, un pez marino de la familia de los blénidos. Su nombre alude a la gran altura de la aleta dorsal, semejando la vela de un barco.

## Hábitat natural
La especie se distribuye por la costa este del océano Atlántico, desde Senegal y Cabo Verde al norte, hasta el río Cunene en Angola al sur. También se ha encontrado en Mauritania. Es una especie abundante en su área de distribución.
Habita la zona intermareal rocosa, tanto protegidas como expuestas al oleaje.
Esta especie debe estar afectada por la contaminación, pero no hay estudios que lo demuestren, por lo que es calificada como especie de "preocupación menor".

## Morfología
Con la forma característica de los blénidos y coloración verdosa críptica, la longitud máxima descrita es de 5'8 cm. En la aleta dorsal tienen 12 espinas y 15 a 16 radios blandos, mientras que en la aleta anal tiene dos espinas y 16 a 18 radios blandos.,

## Comportamiento
Los machos ocupan perforaciones herméticamente cerradas en las rocas, mientras que las hembras nunca han sido vistas ocupando tales agujeros, excepto durante el desove, cuando deposita los huevos con adhesivo en estos agujeros de las rocas.